# Asz-Szurba
Asz-Szurba (arab. الشوربة) – wieś w Syrii, w muhafazie Aleppo, w dystrykcie Afrin. W 2004 roku liczyła 266 mieszkańców.